# ニコラス・ホルト
ニコラス・ホルト（Nicholas Hoult, 1989年12月7日 - ）は、イギリスの俳優。身長190cm。

## 略歴
イングランド・バークシャー・ウォーキンガムでブリティッシュ・エアウェイズのパイロットの父親とピアノ教師の母親の元に生まれる。6歳で俳優デビューし、大伯母は女優のアンナ・ニーグル。ヒュー・グラントと共演した映画『アバウト・ア・ボーイ』で一躍有名になった。
その後チャンネル4のドラマ『スキンズ』でミッチ・ヒューワーやデーヴ・パテール、ハンナ・マリー、カヤ・スコデラリオらと共に主役の一人を演じるなど、テレビや映画で俳優としてのキャリアを着実に積む。
2009年、トム・フォードの監督デビュー作である『シングルマン』に抜擢される。子役の頃から成長した美貌が話題となり、またその後トム・フォードのキャンペーンモデルをつとめた。
2015年、『マッドマックス 怒りのデス・ロード』では武装戦闘集団「ウォーボーイズ」のひとり、ニュークスを演じた。物語の鍵を握る役でもある。
2025年、DCユニバース（DCU）第1作『スーパーマン』では主人公スーパーマンの宿敵であるレックス・ルーサーを演じた。

## 私生活
2010年頃より、『X-MEN』シリーズで共演したアメリカ人女優のジェニファー・ローレンスと交際中だったが、2013年1月に破局が報じられる2013年7月頃から再度交際していたが、2014年8月に再度破局した。
2018年4月、恋人でセクシーモデルのブライアーナ・ホリーとの間に第1子が誕生したことが明らかになった。

## フィルモグラフィ

### 映画
| 年   | 題名                                                                            | 役名                           | 備考                                                            | 吹き替え                                        |
| ---- | ------------------------------------------------------------------------------- | ------------------------------ | --------------------------------------------------------------- | ----------------------------------------------- |
| 2002 | アバウト・ア・ボーイ About a Boy                                                | マーカス                       | ニック・ホーンビィ『アバウト・ア・ボーイ』原作                  | 亀井芳子                                        |
| 2005 | ニコラス・ケイジのウェザーマン The Weather Man                                  | マイク                         | 日本劇場未公開                                                  | （吹き替え版なし）                              |
| 2009 | シングルマン A Single Man                                                       | ケニー・ポッター               | クリストファー・イシャーウッド『A Single Man』原作              | 羽多野渉                                        |
| 2010 | タイタンの戦い Clash of the Titans                                              | エウセビオス                   | 1981年『タイタンの戦い』リメイク作品                            | 川島得愛（劇場公開版） 平川大輔（テレビ朝日版） |
| 2011 | X-MEN:ファースト・ジェネレーション X-Men: First Class                           | ハンク・マッコイ / ビースト    |                                                                 | 浅沼晋太郎                                      |
| 2013 | ジャックと天空の巨人 Jack the Giant Killer                                      | ジャック                       | ウエンツ瑛士                                                    |                                                 |
| 2013 | ウォーム・ボディーズ Warm Bodies                                                | R                              | アイザック・マリオン『ウォーム・ボディーズ ゾンビRの物語』原作  | 内田夕夜                                        |
| 2014 | マッド・ガンズ Young Ones                                                       | フレム・レバー                 |                                                                 | 小松史法                                        |
| 2014 | X-MEN:フューチャー&パスト X-Men: Days of Future Past                            | ハンク・マッコイ / ビースト    | 浅沼晋太郎                                                      |                                                 |
| 2015 | マッドマックス 怒りのデス・ロード Mad Max:Fury Road                             | ニュークス                     | 中村悠一（劇場公開版） 榎木淳弥（ザ・シネマ版）                 |                                                 |
| 2015 | ダーク・プレイス Dark Places                                                    | ライル・ワース                 | ギリアン・フリン『冥闇』原作                                    | 中村悠一                                        |
| 2015 | マッド・ドライヴ Kill Your Friends                                              | スティーブン・ステルフォックス | ジョン・ニヴン『Kill Your Friends』原作                         | 海老名翔太                                      |
| 2015 | ロスト・エモーション Equals                                                     | サイラス                       |                                                                 | （吹き替え版なし）                              |
| 2016 | アウトバーン Collide                                                            | ケイシー                       | 杉山大                                                          |                                                 |
| 2016 | X-MEN:アポカリプス X-Men: Apocalypse                                            | ハンク・マッコイ / ビースト    | 浅沼晋太郎                                                      |                                                 |
| 2017 | ライ麦畑の反逆児 ひとりぼっちのサリンジャー Rebel in the Rye                    | J・D・サリンジャー             | ケネス・スラウェンスキー原作『サリンジャー 生涯91年の真実』原作 | 興津和幸                                        |
| 2017 | 私とあなたのオープンな関係 Newness                                              | マーティン・ハロック           | Netflixオリジナル作品                                           | 神奈延年                                        |
| 2017 | 砂の城 Sand Castle                                                              | マット・オークル二等兵         | Netflixオリジナル作品                                           | 川田紳司                                        |
| 2017 | エジソンズ・ゲーム The Current War                                              | ニコラ・テスラ                 |                                                                 | 福西勝也                                        |
| 2018 | デッドプール2 Deadpool 2                                                        | ハンク・マッコイ / ビースト    | クレジットなし                                                  | （台詞なし）                                    |
| 2018 | 女王陛下のお気に入り The Favourite                                              | ロバート・ハーレー             |                                                                 | 野島健児                                        |
| 2019 | トールキン 旅のはじまり Tolkien                                                 | J・R・R・トールキン            | 内山昂輝                                                        |                                                 |
| 2019 | トゥルー・ヒストリー・オブ・ザ・ケリー・ギャング True History of the Kelly Gang | フィッツパトリック             | ピーター・ケアリー『ケリー・ギャングの真実の歴史』原作          | 手塚ヒロミチ                                    |
| 2019 | X-MEN:ダーク・フェニックス X-Men: Dark Phoenix                                  | ハンク・マッコイ / ビースト    |                                                                 | 浅沼晋太郎                                      |
| 2020 | ザ・バンカー The Banker                                                         | マット・スタイナー             | Apple TV+オリジナル作品                                         | 浅沼晋太郎                                      |
| 2021 | モンタナの目撃者 Those Who Wish Me Dead                                         | パトリック・ブラックウェル     | マイケル・コリータ『Those Who Wish Me Dead』原作                | 鈴木崚汰                                        |
| 2022 | ザ・メニュー The Menu                                                           | タイラー                       |                                                                 | （吹き替え版なし）                              |
| 2023 | レンフィールド Renfield                                                         | R・M・レンフィールド           | 日本劇場未公開                                                  | 鈴木崚汰                                        |
| 2024 | ねこのガーフィールド The Garfield Movie                                         | ジョン・アーバックル           | 声の出演                                                        | 花江夏樹                                        |
| 2024 | オーダー The Order                                                              | ボブ・マシューズ               | Amazon Prime Video配信                                          | 鈴木崚汰                                        |
| 2024 | 陪審員2番 Juror No. 2                                                           | ジャスティン・ケンプ           | 日本劇場未公開                                                  | （吹き替え版なし）                              |
| 2024 | ノスフェラトゥ Nosferatu                                                        | トーマス・ハッター             |                                                                 | 中村章吾                                        |
| 2025 | スーパーマン Superman                                                           | レックス・ルーサー             | 浅沼晋太郎                                                      |                                                 |
| 2026 | How To Rob A Bank                                                               |                                | 撮影中                                                          |                                                 |

### テレビシリーズ
| 年        | 題名                                                   | 役名           | 備考                           | 吹き替え   |
| --------- | ------------------------------------------------------ | -------------- | ------------------------------ | ---------- |
| 2007-2008 | スキンズ Skins                                         | トニー         | 計19話出演                     |            |
| 2018      | ウォーターシップ・ダウンのウサギたち Watership Down    | ファイバー     | Netflixオリジナル作品 声の出演 | 角田雄二郎 |
| 2020-2023 | THE GREAT 〜エカチェリーナの時々真実の物語〜 The Great | 皇帝ピョートル | 兼製作総指揮                   | 関智一     |

### ゲーム
- Fable III（2010年） 声の出演

## 日本語吹き替え
『X-MEN:ファースト・ジェネレーション』以降、主に浅沼晋太郎が担当している。
このほかにも、鈴木崚汰、中村悠一なども複数回、声を当てている。

## 関連文献
- About a Boy interview with Hoult